# Beverly Glen
Beverly Glen es un área no incorporada ubicada en el condado de Los Ángeles en el estado estadounidense de California.

## Geografía
Beverly Glen se encuentra ubicada en las coordenadas 34°6′28″N 118°26′44″O / 34.10778, -118.44556.